# Kgatleng
Kgatleng is een van de negen districten van Botswana en ligt in het zuidoosten van het land, tegen de grens met Zuid-Afrika. Intern grenst Kgatleng in het noorden aan het district Central, in het westen aan Kweneng en in het zuiden aan South-East. Kgatleng is met een oppervlakte van net geen 8000 vierkante kilometer na South-East het kleinste district van Botswana. De districtshoofdstad is Mochudi waar meer dan de helft van de 74 duizend inwoners van het district wonen.

## Subdistricten
- Kgatleng

Central · Ghanzi · Kgalagadi · Kgatleng · Kweneng · North-East · North-West · South-East · Southern